# Калинина, Анна Александровна
Анна Александровна Калинина (род. 17 сентября 1924 года, деревня Осиново-?) — швея-мотористка Барабинской швейной фабрики № 8 Министерства лёгкой промышленности РСФСР, Новосибирская область. Герой Социалистического Труда (1971). Депутат Верховного Совета РСФСР 7-го созыва.

## Биография
Родилась в 1924 году в крестьянской семье в деревне Осиново (сегодня — Куйбышевский район Новосибирской области). Окончила семилетку в родном селе, после чего трудилась ученицей, швеёй на Барабинской швейной фабрике № 8.
За выдающиеся трудовые результаты по итогам Семилетки (1959—1965) была награждена Орденом Ленина.
В 1970 году досрочно выполнила личные социалистические обязательства и производственные задания Восьмой пятилетки (1966—1970). За годы этой пятилетки выработала сверх плана 48 тонн льноволокна. Указом Президиума Верховного Совета СССР от 5 апреля 1971 года «за выдающиеся успехи в досрочном выполнении заданий пятилетнего плана и большой творческий вклад в развитие производства тканей, трикотажа, обуви, швейных изделий и другой продукции легкой промышленности» удостоена звания Героя Социалистического Труда с вручением ордена Ленина и золотой медали «Серп и Молот».
Избиралась депутатом Верховного Совета РСФСР 7-го созыва, депутатом Новосибирского областного (1971, 1978) и городского (1957) Советов народных депутатов и народным заседателем Областного суда.
Проработала на Барабинской швейной фабрике около сорока лет. В 1979 году вышла на пенсию. Проживала в Барабинске.

## Награды
- Герой Социалистического Труда
- Орден Ленина — дважды (09.06.1966; 1971)
- Медаль «В ознаменование 100-летия со дня рождения Владимира Ильича Ленина»